# The Firm
The Firm — британская рок-супергруппа, в состав которой вошли бывший вокалист Free и Bad Company Пол Роджерс, бывший гитарист Led Zeppelin Джимми Пейдж, бывший барабанщик Manfred Mann’s Earth Band и Uriah Heep Крис Слэйд, а также басист Тони Франклин, игравший у Роя Харпера. Пэйдж и Роджерс изначально хотели привлечь к работе в группе бывшего барабанщика King Crimson Билла Бруфорда и басиста Пино Палладино, однако Бруфорд не смог принять участие в проекте из-за контракта с другим лейблом, а Палладино на тот момент был в турне с певцом Полом Янгом.
Пэйдж и Роджерс отказались играть материал своих бывших групп, ограничившись новыми песнями и материалом со своих сольных альбомов.  Несмотря на отказ играть старый материал, последняя композиция с дебютного одноимённого альбома группы, «Midnight Moonlight», первоначально была неизданной песней Led Zeppelin, озаглавленной «Swan Song». Это дало основание для некоторых критиков считать, что у Пэйджа появились трудности по части свежих музыкальных идей. В последующих интервью Пэйдж указал, что деятельность группы никогда не должна была длиться более двух альбомов. После распада группы и Пэйдж, и Роджерс вернулись к сольной работе, Крис Слэйд стал барабанщиком AC/DC, а Франклин совместно с гитаристом Джоном Сайксом основал Blue Murder.

## Дискография

### Альбомы
- The Firm (1985) #17 US, #15 UK
- Mean Business (1986) #22 US, #46 UK

### Синглы
- «Radioactive» (1985) #28 US
- «Satisfaction Guaranteed» (1985) #73 US
- «All The King’s Horses» (1986) #61 US
- «Live In Peace» (1986)

### DVD
- The Firm Live at Hammersmith 1984 (1984) (limited release video)
- Five From the Firm (1986)